# Walt Byrd
Walter Byrd, detto Walt (1942), è un ex cestista statunitense, professionista nella ABA.